# エストニアの風力発電

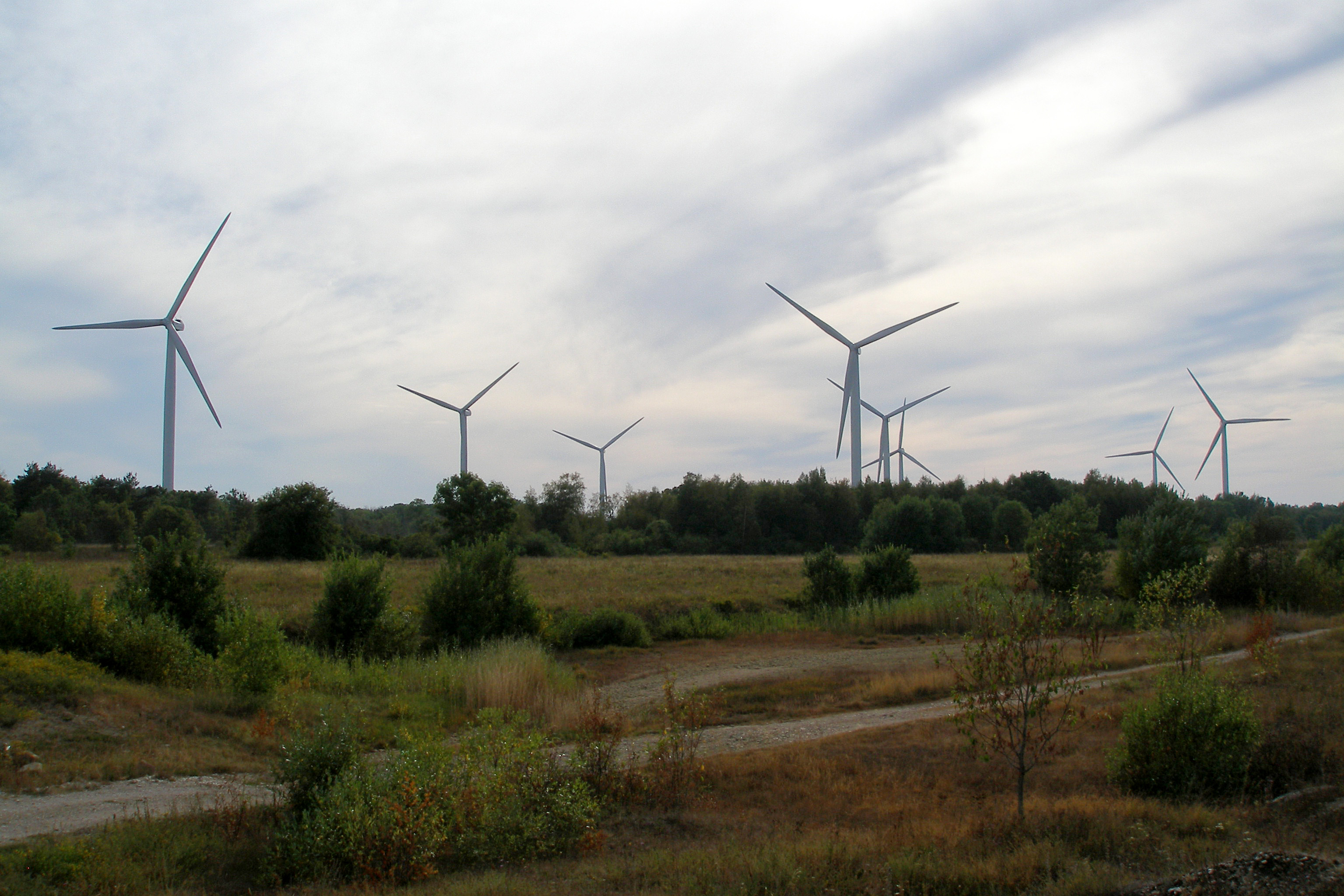
パルキ風力発電所。

エストニアの風力発電ではエストニアにおける風力発電について説明する。
エストニアの風力発電容量は269.4 MWで、1466.5 MW程度の計画が現在開発中である。現在はすべての風力発電所が陸上に設置されており、水上ではペイプシ湖、ヒーウマー島近郊のバルト海で計画が行われている。
代表的な風力発電所としてパルディスキのパルキ半島先端部、灯台付近にパルキ風力発電所が存在し、8基の風力発電機で18.4MWsの発電容量を持っている。
水上では主に3箇所、合計1490MWの風力発電開発計画が存在しており、ネルヤ・エネルギアが開発するヒーウマー島近郊のバルト海での700MWの計画、エスティ・エネルギアのリガ湾での600MWの計画、 Neugrund OÜのエストニア西岸での190MWの計画などが開発を見込まれている。

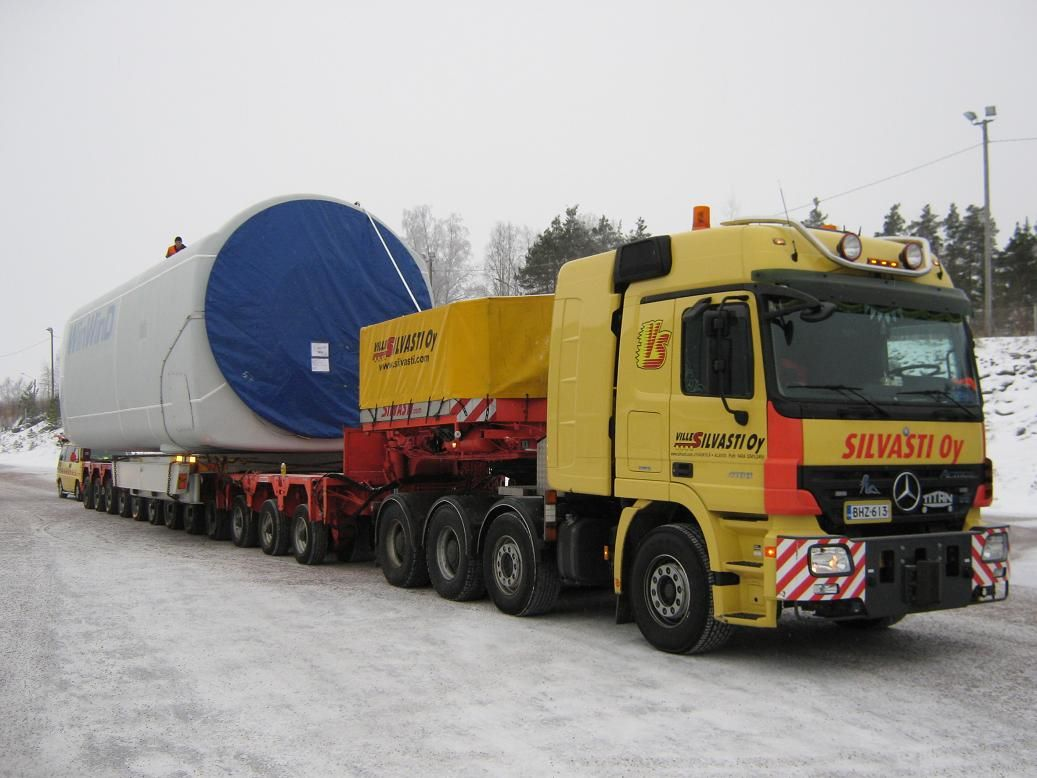
Aulepaに向けて輸送される風力発電機。

| 導入量と発電量 | 導入量と発電量 | 導入量と発電量 |
| 年             | 導入容量 (MW)  | 発電量 (GW·h)  |
| -------------- | -------------- | -------------- |
| 2002年         | 2.25           | 1              |
| 2003年         | 2.25           | 6              |
| 2004年         | 2.25           | 8              |
| 2005年         | 31.65          | 54             |
| 2006年         | 31.65          | 76             |
| 2007年         | 58             | 91             |
| 2008年         | 77.7           | 133            |
| 2009年         | 141.7          | 191            |
| 2010年         | 148.6          | 276            |
| 2011年         | 184.5          | 365            |
| 2012年         | 269.4          | 448            |

## 註
1. ↑  Pakri 18,4 MW Wind Farm 4energia.ee.
2. ↑  “Installed capacity”. EWPA 2013年10月17日閲覧。
3. ↑  “Under development”. EWPA 2013年10月17日閲覧。
4. ↑  Peipsile võib kerkida mitusada tuulikut. 21 October 2007. Postimees. (In Estonian)
5. ↑  Hiiumaa Wind Farm 4energia.ee.
6. ↑  Pakri Wind Farm 4energia.ee.
7. ↑  “List of wind energy developments in Estonia”. EWPA 2012年4月28日閲覧。
8. ↑  “Estonian Wind Energy”. EWPA 2012年4月28日閲覧。
9. ↑  “Production of wind energy grew significally in 2010”. EWPA 2012年4月28日閲覧。
10. ↑  “Share of renewable energy in electricity production is increasing”. stat.ee 2012年4月28日閲覧。